# Hemiandrus
Hemiandrus là một chi dế weta trong họ Anostostomatidae. 

## Loài
- Hemiandrus bilobatus (Ander, 1938)
- Hemiandrus fiordensis (Salmon, 1950)
- Hemiandrus focalis (Hutton, 1897)
- Hemiandrus lanceolatus (Walker, 1869)
- Hemiandrus maculifrons Walker, 1869
- Hemiandrus nitaweta (Jewell, 2007)
- Hemiandrus pallitarsis (Walker, 1869)
- Hemiandrus subantarcticus (Salmon, 1950)
- Hemiandrus superba (Jewell, 2007)

### Loài chưa được miêu tả

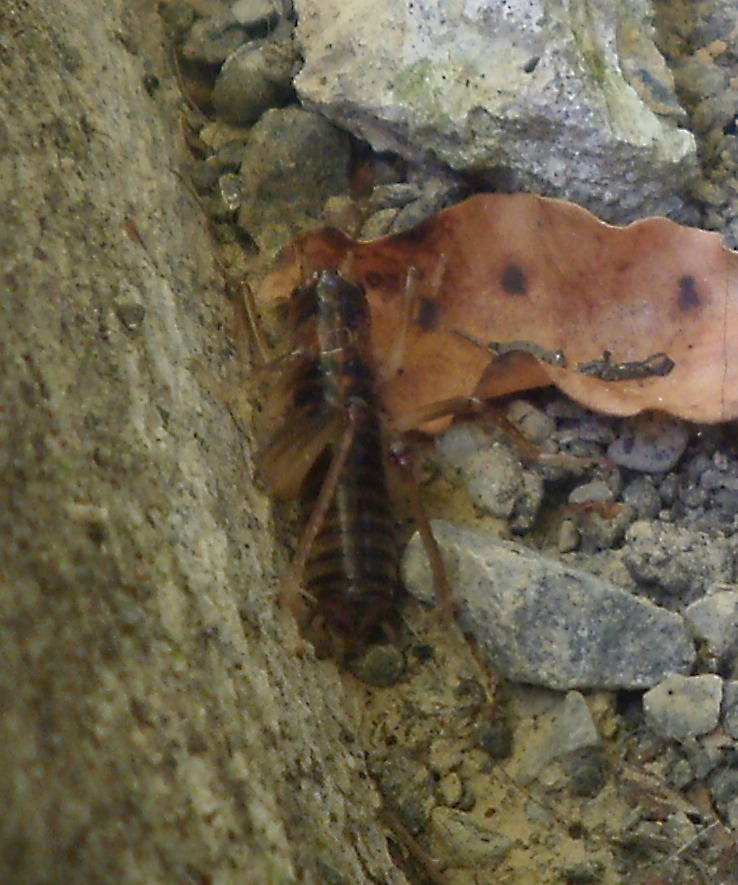
Hemiandrus pallitarsis top view

- Hemiandrus 'Cape Campbell'
- Hemiandrus 'Cromwell'
- Hemiandrus 'disparalis'
- Hemiandrus 'evansae'
- Hemiandrus 'furoviarius'
- Hemiandrus 'Horomaka'
- Hemiandrus 'Kapiti'
- Hemiandrus 'Moehau'

- Hemiandrus 'Okiwi'
- Hemiandrus 'Onokis'
- Hemiandrus 'Otekauri'
- Hemiandrus 'Porters'
- Hemiandrus 'saxatilis'
- Hemiandrus 'vicinus'

Danh sách này không đầy đủ, bạn cũng có thể giúp mở rộng danh sách.